# Eligmodontus kanghianus
Eligmodontus kanghianus es una especie de coleóptero de la familia Lucanidae. Presenta las subespecies: Eligmodontus kanghianus kanghianus y Eligmodontus kanghianus kittii.

## Distribución geográfica
Habita en Vietnam.